# The Plays of William Shakespeare
Vous lisez un « bon article » labellisé en 2010.
The Plays of William Shakespeare (Les Pièces de William Shakespeare), révisés et corrigés par Samuel Johnson et George Steevens, est une édition des tragédies de William Shakespeare parue au XVIIIe siècle. Johnson avait annoncé son intention de publier ces pièces de théâtre dans son Miscellaneous Observations on Macbeth (1745), et son Proposals final fut publié en 1756. La première version de l'ouvrage sortit en 1765.

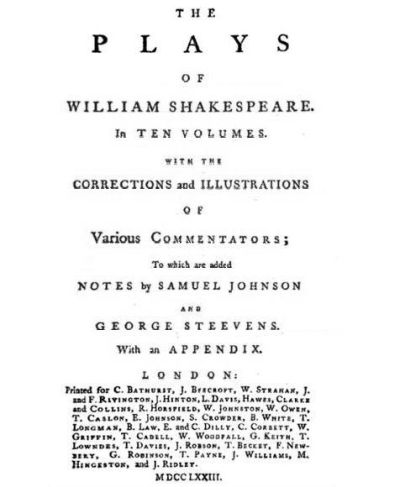
Page titre de l'édition allongée de 1773 en dix volumes des Plays of William Shakespeare. Il est indiqué corrections et illustrations de divers commentateurs auxquelles sont ajoutées les notes de Samuel Johnson et George Steevens.

Dans sa Preface de cette édition, Johnson justifia son choix de rechercher le texte original des pièces de théâtre et ajouta plusieurs notes explicatives pour le bénéfice du lecteur. Des éditeurs ultérieurs ont suivi les traces de Johnson et ont tenté de retrouver les textes émanant de la main de Shakespeare.

## Contexte

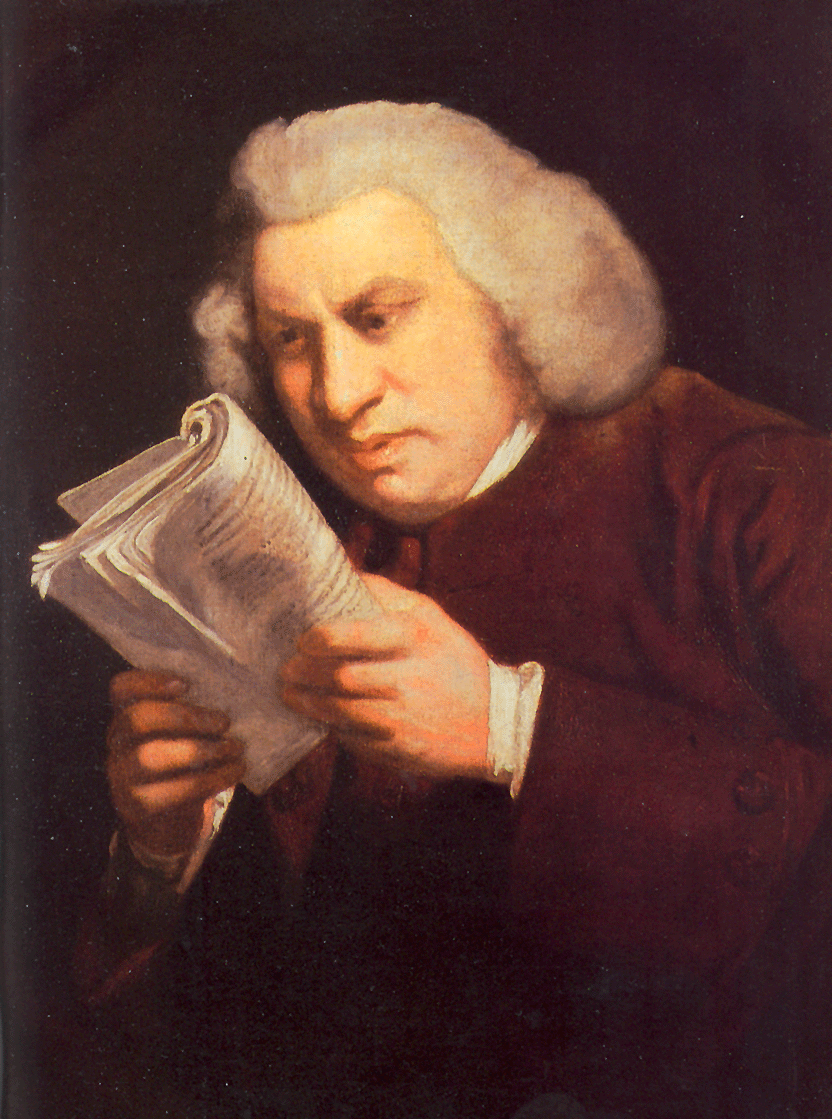
Samuel Johnson, l'un des éditeurs des Plays of William Shakespeare. Portrait de Joshua Reynolds, 1775.

Dans sa jeunesse, Johnson lisait des pièces de théâtre et des poèmes de Shakespeare. Il s'identifiait tellement aux personnages des pièces qu'il déclara même avoir été terrifié par un fantôme dans Hamlet. Cette fascination continua tout au long de sa vie : par exemple, alors qu'il rédigeait son Dictionary of the English Language, il lisait en même temps des pièces de Shakespeare, ce qui explique que Shakespeare est l'auteur le plus cité de son Dictionary.
Johnson en vint à la conclusion que les recueils de pièces de théâtre shakespeariennes, publiés de son vivant, étaient de mauvaise qualité, qu'elles n'étaient pas authentiques :
Bien que Johnson fut l'ami de plusieurs comédiens, dont David Garrick qui avait joué des pièces de Shakespeare, il ne croyait pas que le fait de les jouer fut nécessaire à leur existence ni que la présence d'un auditoire fut nécessaire à l'accueil d'une pièce. Selon lui, c'est plutôt le lecteur qui est le véritable auditoire des pièces de théâtre.
De plus, Johnson croyait que les éditeurs postérieurs à Shakespeare ne comprenaient ni le contexte historique ni les pièces de théâtre elles-mêmes, et sous-estimaient le degré de corruption du texte des pièces. Il affirmait que « le style de Shakespeare était en lui-même embrouillé, ne respectait pas la grammaire et était obscur, ». Pour corriger ces problèmes, Johnson affirmait que les œuvres originales devaient être analysées, ce qui devint l'une des bases du programme inscrit dans son Proposals. Par ailleurs, il espérait que l'édition des œuvres de Shakespeare lui donnerait à la fois les revenus et la reconnaissance auxquels il aspirait. Cependant, un ouvrage de cette ampleur demandait d'importants engagements, à la fois financiers et de temps, de la part d'un éditeur.

### Miscellaneous Observations

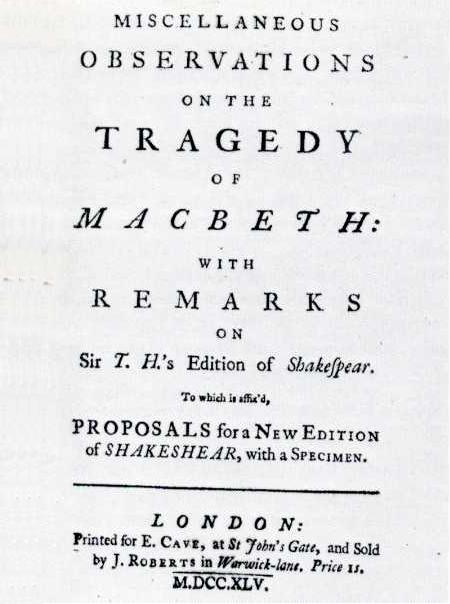
Page titre de la première édition de Miscellaneous Observations on the Tragedy of Macbeth. Sous le titre apparaît : avec remarques sur l'édition de Shakespeare de Sir T. H. [Thomas Hanmer] auxquelles sont ajoutées un Proposals pour une nouvelle édition de Shakespeare, avec un échantillon.

Johnson commença à travailler sur Macbeth dans le but de montrer à quoi pouvait ressembler une nouvelle édition des œuvres de Shakespeare. Il obtint la plupart des informations alors qu'il travaillait au Harleian Catalogue, un catalogue des collections d'ouvrages et de pamphlets détenus par Robert Harley. Johnson publia cet ouvrage en même temps que des commentaires sur une édition des pièces de théâtre de Shakespeare réalisée par Thomas Hanmer, l'un des premiers éditeurs de Shakespeare. L'ouvrage, publié le 6 avril 1745 par Edward Cave, avait pour titre Miscellaneous Observations on the Tragedy of Macbeth.
Hanmer avait publié, chez Clarendon Press, une autre version des pièces de Shakespeare en octobre 1744 et Johnson pensait attirer l'attention sur son travail en remettant en cause quelques affirmations de Hanmer. Il critiqua donc Hanmer pour son travail sur le texte de Shakespeare selon son opinion subjective plutôt que selon des faits objectifs. En particulier, Johnson écrivit :
Il poursuivit :
Les Miscellaneous Observations contenaient plusieurs idées et théories sur Shakespeare. Par exemple, Johnson pensait qu'il y avait un mystérieux pouvoir contenu dans les scènes surnaturelles de Shakespeare : « Celui qui lit attentivement Shakespeare regarde autour de lui avec inquiétude et se découvre bien seul, ».
À la fin de son ouvrage, Johnson annonça qu'il allait rédiger une nouvelle édition de pièces de Shakespeare :
En réplique, Jacob Tonson et ses associés, qui détenaient les droits d'auteur sur les éditions courantes de Shakespeare, menacèrent de poursuivre Johnson et Cave dans une lettre écrite le 11 avril 1745. Ils souhaitaient protéger leur nouvelle parution, éditée par l'érudit shakespearien William Warburton.

### Proposals

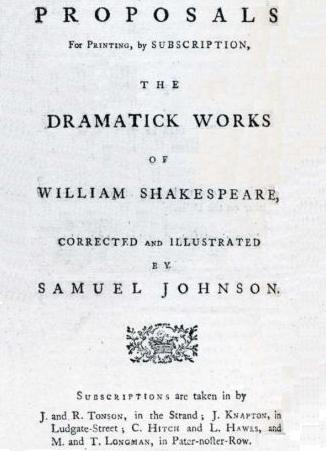
Page titre de la première édition du Proposals de Johnson.

Le 1er juin 1756, Johnson fit publier à nouveau son Miscellaneous Observations en lui attachant son Proposals (ou, au long, Proposals for Printing, by Subscription, the Dramatick Works of William Shakespeare, Corrected and Illustrated). Le 2 juin, il signa un contrat l'engageant à rédiger un ensemble de huit volumes sur les écrits de Shakespeare. Le 8 juin, il faisait publier à nouveau son Proposals, maintenant intitulé Proposals for an Edition of Shakespeare. Le Proposals offrait des abonnements sur la future édition de Johnson au prix de deux guinées, la première versée à l'avance et la deuxième versée à l'impression. Lorsque Johnson obtint la reconnaissance des érudits pour son Dictionary of the English Language, les éditeurs de Warburton lui donnèrent la permission de travailler sur les œuvres de Shakespeare.
Dans le Proposals, Johnson décrivit les différents problèmes qu'il percevait dans les éditions antérieures de Shakespeare et affirma qu'une nouvelle édition rédigée de sa main corrigerait ces problèmes. En particulier, il promit « de corriger ce qui est corrompu et d'éclairer ce qui est obscur
, ». Il voulait y parvenir en s'appuyant sur « une minutieuse collation des plus anciens textes » et sur la lecture « de la même histoire dans les mêmes ouvrages que Shakespeare consulta, ».
Au contraire des autres éditeurs qui avaient « insulté leurs prédécesseurs », Johnson affirma : « nous prendrons, chez chaque commentateur, tout ce qui est précieux, afin que la postérité puisse considérer l'ouvrage comme comprenant tous les autres et présentant tout ce que l'on sait à ce jour de l'illustre père du théâtre anglais, ». Plus tard dans l'ouvrage, il promit que celui-ci serait prêt en décembre 1757.
Selon son contrat, Johnson devait compléter son édition en 18 mois, mais au fur et à mesure que les mois passaient, son rythme ralentissait. En décembre 1757, il dit à Charles Burney qu'il lui fallait jusqu'à mars de l'année suivante pour y parvenir. En février 1758, il fut à nouveau arrêté pour une dette impayée de 40 £. La dette fut rapidement payée par Tonson, qui avait mis Johnson sous contrat pour la publication ; peu après, voulant retourner la faveur, Johnson trouva la motivation pour compléter l'ouvrage. Il parvint à terminer quelques volumes dans le but de prouver son engagement, mais il lui fallut sept années supplémentaires pour achever l'ouvrage.

## Complétion
Johnson confia à John Hawkins que « [son] incitation n'est pas l'amour ou le désir de la gloire, mais le besoin d'argent, qui est la seule motivation d'écrire que je connais, ». Cependant, l'attrait de l'argent n'était pas suffisamment puissant et, en 1758, en partie pour justifier de ne pas continuer le travail, il commença à rédiger une série hebdomadaire, The Idler, qui fut publiée du 15 avril 1758 au 5 avril 1760.

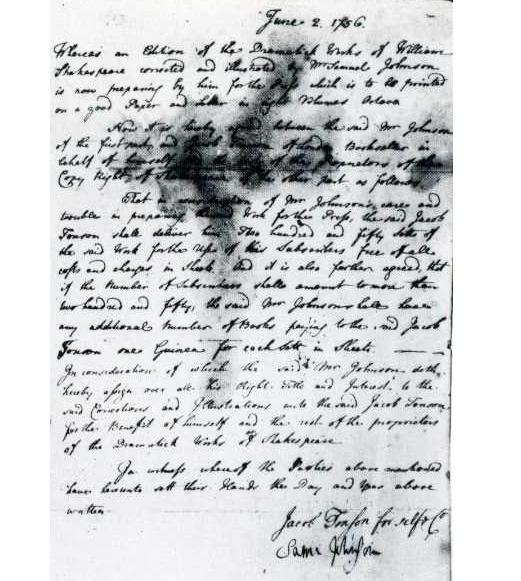
Contrat passé pour The Plays of William Shakespeare.

À partir de 1762, Johnson fut perçu comme un rédacteur lent. Par exemple, le poète contemporain Charles Churchill le taquina à propos du retard, (traduction libre, jeu de mots avec « hook » — hameçon — et « book » — livre — qui ne peut pas être restitué en français) :
Il tend son hameçon aux souscripteurs

Prend votre argent, mais où est le livre ?

Les commentaires relancèrent l'intérêt de Johnson, qui reprit le travail. Ce fut seulement le 20 juillet 1762, quand il reçut le premier versement d'une rente gouvernementale annuelle de 300 £, qu'il cessa de s'inquiéter pour l'argent et qu'il occupa presque tout son temps à compléter l'ouvrage.
Le 10 janvier 1765, le lendemain du jour où il fut présenté à Henry et Hester Thrale, Johnson nota dans son journal qu'il avait « corrigé une feuille ». Par la suite, il commença à visiter son ami Richard Farmer, qui rédigeait à cette époque Essay on the Learning of Shakespeare, dans le but d'obtenir de l'aide pour compléter et réviser son travail. Pendant cette période, Johnson ajouta plus de 550 notes. En juin, il annonça que son édition serait publiée le 1er août 1765. Cependant, il ne put travailler sur sa Preface avant août et l'ouvrage fut finalement remis le 29 septembre. Pendant que Johnson rédigeait la Preface, George Steevens l'aida gracieusement.
Le travail de Johnson fut publié à 1 000 copies le 10 octobre 1765 sous le titre The Plays of William Shakespeare, in Eight Volumes ... To which are added Notes by Sam. Johnson. Les copies furent rapidement vendues et un nouveau tirage fut effectué. Une édition allongée sortit en 1773 et une édition révisée sortit en 1778.

### Preface

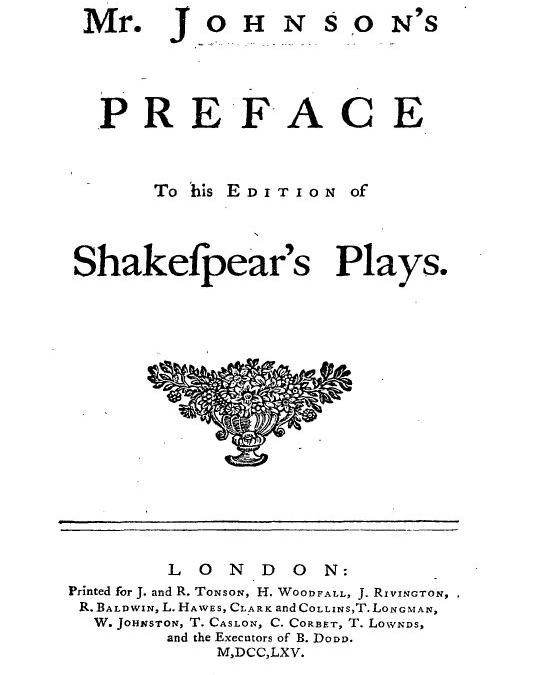
Page titre de la première édition de la Preface.

La Preface de Johnson comprend quatre sections :
1. une discussion sur la « grandeur » de Shakespeare, particulièrement à propos de sa « description de la nature humaine[trad 15] » ;
2. les « fautes ou faiblesses[trad 16] » de Shakespeare ;
3. les pièces de Shakespeare en regard de la poésie et de la tragédie contemporaine ;
4. une histoire « de la critique et de l'édition shakespeariennes du milieu du XVIIe siècle [jusqu'à l'époque de Johnson][trad 17] » et ce que son travail apporte.

Johnson commence ainsi :
Johnson introduit alors Shakespeare :

### Les pièces de théâtre
Johnson, dans son Proposals, affirmait que « les corruptions du texte seront corrigées à partir du collationnement soigné des plus anciennes copies, ». En conséquence, il tenta d'obtenir les textes anciens des pièces, mais plusieurs propriétaires étaient réticents à l'idée de les prêter, de peur qu'ils ne soient abîmés ou détruits. David Garrick offrit l'accès à toute sa collection, mais Johnson déclina, craignant de devoir donner un traitement préférentiel à Garrick dans le futur.
La force de l'ouvrage de Johnson est l'ensemble des notes qui facilitent la compréhension de plusieurs passages difficiles des textes de Shakespeare ou qui « corrigent » les retranscriptions fautives. Parfois, les notes contiennent des attaques contre des éditeurs rivaux.
En 1766, Steevens publia un recueil des pièces de Shakespeare « de façon à transcender [le travail de] Johnson en s'approchant davantage d'un texte juste », mais les notes de Johnson étaient absentes, ce qui rendit son ouvrage moins intéressant. Les deux auteurs travaillèrent alors ensemble pour rédiger une édition révisée des Plays of William Shakespeare. Elle fut publiée en 1773 en 10 volumes, et une édition corrigée parut en 1778. Steevens rédigea la plupart des corrections, alors que Johnson ajouta 80 notes.

## Accueil critique
Après que Johnson fut forcé de reculer lorsqu'il voulut publier son recueil des pièces de Shakespeare en 1746, son rival William Warburton loua son Miscellaneous Observations : « quelques notes critiques de Macbeth, des exemples d'une édition future, et écrite, il me semble, par un homme de talent et génie, ». Des années plus tard, Edmond Malone, érudit notable de Shakespeare et ami de Johnson, affirma que « [sa] compréhension énergique et complète jeta plus de lumière sur cet auteur que tous ses prédécesseurs, » et que la Preface était « la meilleure composition dans notre langue [anglaise], ». Adam Smith affirma que la Preface était « la critique la plus humaine jamais publiée dans un pays, ».
En 1908, Walter Raleigh prétendit que le travail de Johnson aidait le lecteur « à se diriger directement vers l'intention de Shakespeare, alors que les commentateurs philologiques et antiques se tuent les uns et les autres dans le noir, ». Raleigh avoua alors qu'il « a rapidement pris l'habitude, quand il rencontre un passage obscur, de consulter les notes de Johnson avant tout autre éditeur, ». T. S. Eliot écrivit que « aucun poète ne peut accéder plus à la postérité qu'en étant grandement honoré par un grand ; et les mots de Johnson à propos de Shakespeare sont un grand honneur, ».
Dans sa biographie de Johnson de 1977, Walter Jackson Bate écrit :
John Wain, un autre biographe, affirma « qu'il n'y a pas de meilleure preuve pour laquelle Shakespeare doit être publié, et quels buts un éditeur doit raisonnablement se donner, » que le Proposals de Johnson.

### Citations originales
1. ↑  (en) « Corrections and Illustrations of Various Commentators ; to Which are added Notes by Samuel Johnson and George Steevens »
2. ↑  (en) « were transcribed for the players by those who may be supposed to have seldom understood them; they were transmitted by copiers equally unskillful, who still multiplied errors; they were perhaps sometimes mutilated by the actors, for the sake of shortening the speeches; and were at last printed without correction of the press »
3. ↑  (en) « The style of Shakespeare was in itself perplexed, ungrammatical, and obscure »
4. ↑  (en) « with Remarks on Sir T. H.'s Edition of Shakespeare to Which is added, a Proposals for a New Edition of Shakespeare, with a specimen »
5. ↑  (en) « He appears to find no difficulty in most of those passages which I have represented as unintelligible, and has therefore passed smoothly over them, without any attempt to alter or explain them... Such harmless industry may surely be forgiven if it cannot be praised; may he therefore never want a monosyllable who can use it with such wonderful dexterity. Rumpature quisquis rumpitur invidia! ("If anyone is going to burst with envy, let him do so!" - Martial) »
6. ↑  (en) « The rest of this edition I have not read, but, from the little that I have seen, I think it not dangerous to declare that, in my opinion, its pomp recommends it more than its accuracy. There is no distinction made between the ancient reading, and the innovations of the editor; there is no reason given for any of the alterations which are made; the emendations of former editions are adopted without any acknowledgement, and few of the difficulties are removed which have hitherto embarrassed the readers of Shakespeare. »
7. ↑  (en) « He that peruses Shakespeare looks round alarmed and starts to find himself alone »
8. ↑  (en) « Proposals for printing a new edition of the plays of William Shakespeare, with notes, critical and explanatory, in which the text will be corrected: the various readings remarked: the conjuectures of former editors examined, and their omissions supplied. By the author of the Miscellaneous Observations on the Tragedy of Macbeth »
9. ↑  (en) « correct what is corrupt, and to explain what is obscure »
10. ↑  (en) « a careful collation of all the oldest copies »
11. ↑  (en) « the same story in the very book which Shakespeare consulted »
12. ↑  (en) « all that is valuable will be adopted from every commentator, that posterity may consider it as including all the rest, and exhibiting whatever is hitherto known of the great father of the English drama »
13. ↑  (en) « my inducement to it is not love or desire of fame, but the want of money, which is the only motive to writing that I know of »
14. ↑  (en) « He for subscribers baits his hook
and takes your cash, but where's the book? »
15. ↑  (en) « portrayal of human nature »
16. ↑  (en) « faults or weakness »
17. ↑  (en) « Shakespearean criticism and editing down to the mid-1700's »
18. ↑  (en) « That praises are without reason lavished on the dead, and that the honours due only to excellence are paid to antiquity, is a complaint likely to be always continued by those, who, being able to add nothing to truth, hope for eminence from the heresies of paradox; or those, who, being forced by disappointment upon consolatory expedients, are willing to hope from posterity what the present age refuses, and flatter themselves that the regard which is yet denied by envy, will be at last bestowed by time »
19. ↑  (en) « The poet, of whose works I have undertaken the revision, may now begin to assume the dignity of an ancient, and claim the privilege of established fame and prescriptive veneration. He has long outlived his century, the term commonly fixed as the test of literature merit. Whatever advantages he might once derive from personal allusions, local customs, or temporary opinions, have for many years been lost; and every topic of merriment, or motive of sorrow, which the modes of artificial life afforded him, now only obscure the scenes which they once illuminated. The effects of favour and competition are at an end; the tradition of his friendships and his enmities has perished; his works support no opinion with arguments, nor supply any faction with invectives; they can neither indulge vanity nor gratify malignity; but are read without any other reason than the desire of pleasure, and are therefore praised only as pleasure is obtained; yet, thus unassisted by interest or passion, they have past through variation of taste and changes of manners, and, as they devolved from one generation to another, have received new honours at every transmission »
20. ↑  (en) « the corruptions of the text will be corrected by a careful collation of the oldest copies »
21. ↑  (en) « designed to transcend Johnson's in proceeding further towards a sound text »
22. ↑  (en) « some critical notes on Macbeth, given as a specimen of a projected edition, and written, as appears, by a man of parts and genius »
23. ↑  (en) « vigorous and comprehensive understanding threw more light on his authour than all his predecessors had done »
24. ↑  (en) « the finest composition in our language »
25. ↑  (en) « the most manly piece of criticism that was ever published in any country »
26. ↑  (en) « go straight to Shakespeare's meaning, while the philological and antiquarian commentators kill one another in the dark »
27. ↑  (en) « soon falls into the habit, when he meets with an obscure passage, of consulting Johnson's note before the others »
28. ↑  (en) « no poet can ask more of posterity than to be greatly honoured by the great; and Johnson's words about Shakespeare are great honour »
29. ↑  (en) « the edition of Shakespeare - viewed with historical understanding of what it involved in 1765 - could seem a remarkable feat; and we are not speaking of just the great Preface To see it in perspective, we have only to remind ourselves what Johnson brought to it - an assemblage of almost every qualification we should ideally like to have brought to this kind of work with the single exception of patience... Operating in and through these qualities was his own extensive knowledge of human nature and life. No Shakespearean critic or editor has ever approached him in this respect »
30. ↑  (en) « There is no better statement of the reason why Shakespeare needs to be edited, and what aims an editor can reasonably set himself »